# Tricyphona disphana
Tricyphona (Tricyphona) disphana là một loài ruồi trong họ Pediciidae. Chúng phân bố ở vùng sinh thái Nearctic.